# ثيدور فريمان
ثيدور فريمان (بالإنجليزية: Theodore Freeman)‏ (مواليد 18 فبراير 1930 - الوفاة 31 أكتوبر 1964) من بنسيلفانيا، الولايات المتحدة رائد فضاء أمريكي توفي في حادث طائرة .